# Peter Fjellstedts bibel

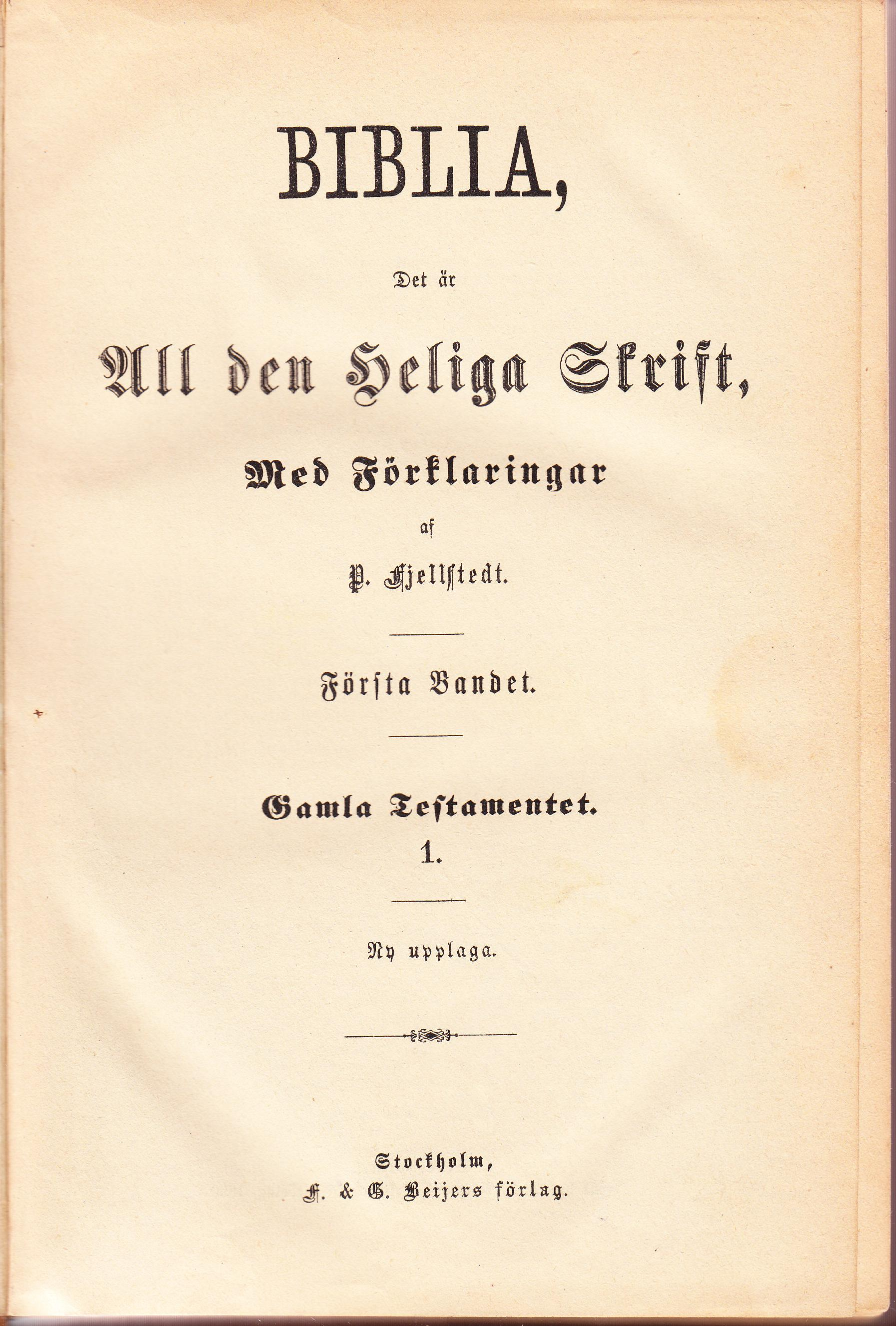
Titelsida ur band I i 1890 års upplaga

Peter Fjellstedts bibel är en bibelkommentar av Peter Fjellstedt, en svensk präst och missionär som ivrade mycket för missionen både inom och utom Sverige.
Åren 1856–1861 skrev han kommentarer till verserna i Bibelns  gamla testament. Verket har publicerats i minst 8 upplagor t o m 1890.
1890 års utgåva omfattar tre band i formatet 22 × 16 cm och har titeln "BIBLIA, Det är All den Heliga Skrift, Med Förklaringar af P Fjellstedt", "ny upplaga" utgiven på F. & G. Beijers förlag i Stockholm, 1890.
Innehåll:
- Kort teckning af d:r Fjellstedts lif och werksamhet av ej angiven författare, 4 sidor.
- Företal av författaren, 5 sidor
- Bibeltexterna med inskjutna kommentarer
  - Band I omfattar:
    - Fem Mose Böcker t o m Esters bok
    - Register m m

  - Band II omfattar:
    - Jobs Bok tom Malachi
    - Apochryferna

  - Band III omfattar:
    - Nya testamentet